# Иван Спирдонов
Иван Ангелов Спирдонов е български писател, националист, бивш журналист, бивш заместник областен управител на Велико Търново от правителството на Иван Костов и бивш председател на партия Възраждане за област Велико Търново.

## Биография
Иван Спирдонов е роден на 27 октомври 1966 г. в град Велико Търново, Народна република България. През 1984 г. завършва ЕСПУ „Асен Златаров“ в родния си град. В периода септември 1984 – декември 1986 г. отбива военната си служба. Магистър по специалностите „История и география“ и „Икономика“ от ВТУ „Св. св. Кирил и Методий“. Още в началото на промените се включва в студентското движение. Участва в студентските стачки във ВТУ „Св. св. Кирил и Методий“, като по време на втората стачка е председател на стачния комитет. Сам напуска поста, тъй като част от стачкуващите не са съгласни с неговите радикални предложения.
След завършване на висшето си образованието през 1992 г. става активист на СДС – зам.- председател на общинската организация, секретар на областната и член на НС на СДС. На местните избори през 1995 г. става общински съветник, а по-късно и заместник областен управител на Велико Търново по време на правителството на Иван Костов.  
Работил е като журналист в Дарик радио, Общинското кабелно радио на Велико Търново, в-к „Демокрация“ и изданието „Отечествен фронт“. За кратко живее в Италия.
Членувал в партия Български демократичен форум. През 2005 г. е сред съучредителите на Национално обединение „Атака“, но по-късно напуска.
През 2018 г. е сред учредителите на партия Възраждане във Велико Търново, където е избран за председател. През юли 2020 г. напуска партията, заедно с цялата местна структура, поради несъгласие с методите на работа на централното ръководство. 
Впоследствие е сред учредителите и е съпредседател на ПП „ЧЕСТ“ - Чиста, единна и суверенна татковина. 
В последните години се занимава с публицистика. Автор е на четири книги и десетки статии. Книгата му "Сатанизъм unlimited" е преиздавана два пъти. Спирдонов поддържа и свой канал в YouTube. 